# Sivacrypticus indicus
Sivacrypticus indicus is een keversoort uit de familie Archeocrypticidae. De wetenschappelijke naam van de soort is voor het eerst geldig gepubliceerd in 1964 door Kaszab.